# Caiwenji (cratère)
Caiwenji est un cratère d'impact à la surface de Vénus. 
Le cratère a ainsi été nommé par l'Union astronomique internationale en 1994 en hommage à la poétesse et musicienne chinoise Cai Yan (IIe et IIIe siècles).  
Son diamètre est de 22,60 km. Il se situe dans la région du quadrangle de Phoebe Regio (quadrangle V-41). 